# Anki Ahlsten
Evy Ann-Cristine (Anki) Ahlsten, född 20 april 1952 i Lycksele, senare bosatt på Frösön i Jämtland, är en svensk politiker (vänsterpartist). Hon var Vänsterpartiets partisekreterare mellan 2006 och 2012. Tidigare har hon arbetat som affärsbiträde, barnskötare, ombudsman och som biträdande partisekreterare. Hon har varit aktiv i politiken i Krokoms kommun och Östersunds kommun.